# Manuel Fröhlich
Manuel Fröhlich (* 1972) ist ein deutscher Politikwissenschaftler und Professor für Internationale Beziehungen und Außenpolitik an der Universität Trier.

## Leben
1991 bis 1996 studierte Fröhlich Politikwissenschaft, Mittlere und Neuere Geschichte sowie Anglistik an der Johannes Gutenberg-Universität Mainz und an der Johann Wolfgang Goethe-Universität Frankfurt am Main. 1993 bis 1995 war er Projektmitarbeiter bei Werner Weidenfeld an der Universität Mainz. 1996 erhielt er seinen Magister Artium mit dem Prädikat „Mit Auszeichnung“. 1996 bis 2001 war er Lehrbeauftragter an der Friedrich-Schiller-Universität Jena. 1996 bis 1998 war er Stipendiat der Claussen-Stiftung mit dem Forschungsprojekt „Dag Hammarskjölds politische Ethik“. 1998 bis 2001 war er wissenschaftlicher Mitarbeiter an der Universität Jena und zudem stellvertretender Leiter des Forschungsprojekts „Die Wirkungsgeschichte der Allgemeinen Erklärung der Menschenrechte“, unter Leitung von Klaus Dicke. 2000 wurde er mit dem Prädikat summa cum laude promoviert.
2002 erhielt Fröhlich den Ruf auf eine Juniorprofessur für Politische Wissenschaft an der Christian-Albrechts-Universität zu Kiel und einen Ruf auf eine Juniorprofessur für Politikwissenschaft an der Universität Jena, letztere nahm er an. 2009 erhielt er die Professur für Internationale Organisationen und Globalisierung in Jena. Seit 2015 ist er Inhaber des Lehrstuhls für Internationale Beziehungen und Außenpolitik an der Universität Trier.
Seit 2017 war Fröhlich Vorsitzender der Deutschen Gesellschaft für Politikwissenschaft. Seine Amtszeit endete 2019.

## Endnoten
1. 1 2  Lebenslauf auf der Seite des Lehrstuhls für Internationale Beziehungen und Außenpolitik an der Universität Trier, abgerufen am 13. Dezember 2019.
2. ↑  Prof. Fröhlich übernimmt Vorsitz in der DGfP. Abgerufen am 13. Dezember 2019 (englisch).

| Personendaten    | Personendaten                                        |
| ---------------- | ---------------------------------------------------- |
| NAME             | Fröhlich, Manuel                                     |
| KURZBESCHREIBUNG | deutscher Politikwissenschaftler und Hochschullehrer |
| GEBURTSDATUM     | 1972                                                 |